# Geestmoor-Klosterbachtal und Schlattbeeke
Geestmoor-Klosterbachtal und Schlattbeeke ist ein Naturschutzgebiet in der niedersächsischen Stadt Bassum und der Gemeinde Neuenkirchen in der Samtgemeinde Schwaförden im Landkreis Diepholz.

## Allgemeines
Das Naturschutzgebiet mit dem Kennzeichen NSG HA 209 ist rund 450 Hektar groß. Es überlagert sich zu einem großen Teil mit dem knapp 380 Hektar großen FFH-Gebiet „Geestmoor und Klosterbachtal“. Zwischen Bassum und Neuenkirchen grenzt es vielfach an das Landschaftsschutzgebiet „Mühlenbach – Wedehorner Holz“, südwestlich von Neuenkirchen stellenweise an das Landschaftsschutzgebiet „Totenbruchsmoor“ und südlich davon teilweise an das Landschaftsschutzgebiet „Kleine Aue“. Das Gebiet wurde am 3. Januar 2018 ausgewiesen. In ihm gingen die bisherigen Naturschutzgebiete „Geestmoor-Klosterbachtal“ und „Schlattbeeke“ auf. Weiterhin wurden Teile der die bisherigen Naturschutzgebiete umgebenden Landschaftsschutzgebiete in das Naturschutzgebiet integriert. Zuständige untere Naturschutzbehörde ist der Landkreis Diepholz.

## Beschreibung
Das Naturschutzgebiet liegt südlich von Bassum am Rand des Naturparks Wildeshauser Geest. Es erstreckt sich entlang der Niederung des Klosterbachs bis kurz vor der Querung des Bachs durch die Bundesstraße 51 bei Bassum und des Oberlaufs der Kleinen Aue und schließt die Niederungen und Talräume einiger dem Klosterbach zufließender Bäche mit ein. Der Klosterbach verläuft im Naturschutzgebiet relativ naturnah. Teilstrecken sind begradigt. Der Klosterbach verfügt als Fließgewässer mit flutender Wasservegetation über ein überwiegend sandiges Bachbett. An den Bach grenzen auentypische Strukturen mit Erlen-Eschen-Auwäldern und Erlen-Bruchwäldern. Hier dominieren Schwarzerle und Gemeine Esche. In der Krautschicht siedeln u. a. Drachenwurz, Sumpfdotterblume, Zungenhahnenfuß, Kleiner Baldrian, Kriechender Günsel, Sumpffarn, Walzensegge und Etagenmoos. Weiterhin sind feuchte Hochstaudenfluren mit Waldengelwurz, Wasserdost und Mädesüß, Seggenriede und Röhrichte zu finden. Teilbereiche werden von Feuchtgrünland eingenommen. Stellenweise sind naturnahe Stillgewässer mit Laichkraut- und Froschbissgesellschaften zu finden. Auf trockeneren Standorten an den Übergängen zur Geest stocken Eichen- und Buchenwälder mit Stieleiche, Rotbuche und Sandbirke mit teilweise ausgeprägter Krautschicht. Hier siedeln beispielsweise Dornfarn, Sauerklee, Heidelbeere und Schönes Widertonmoos.

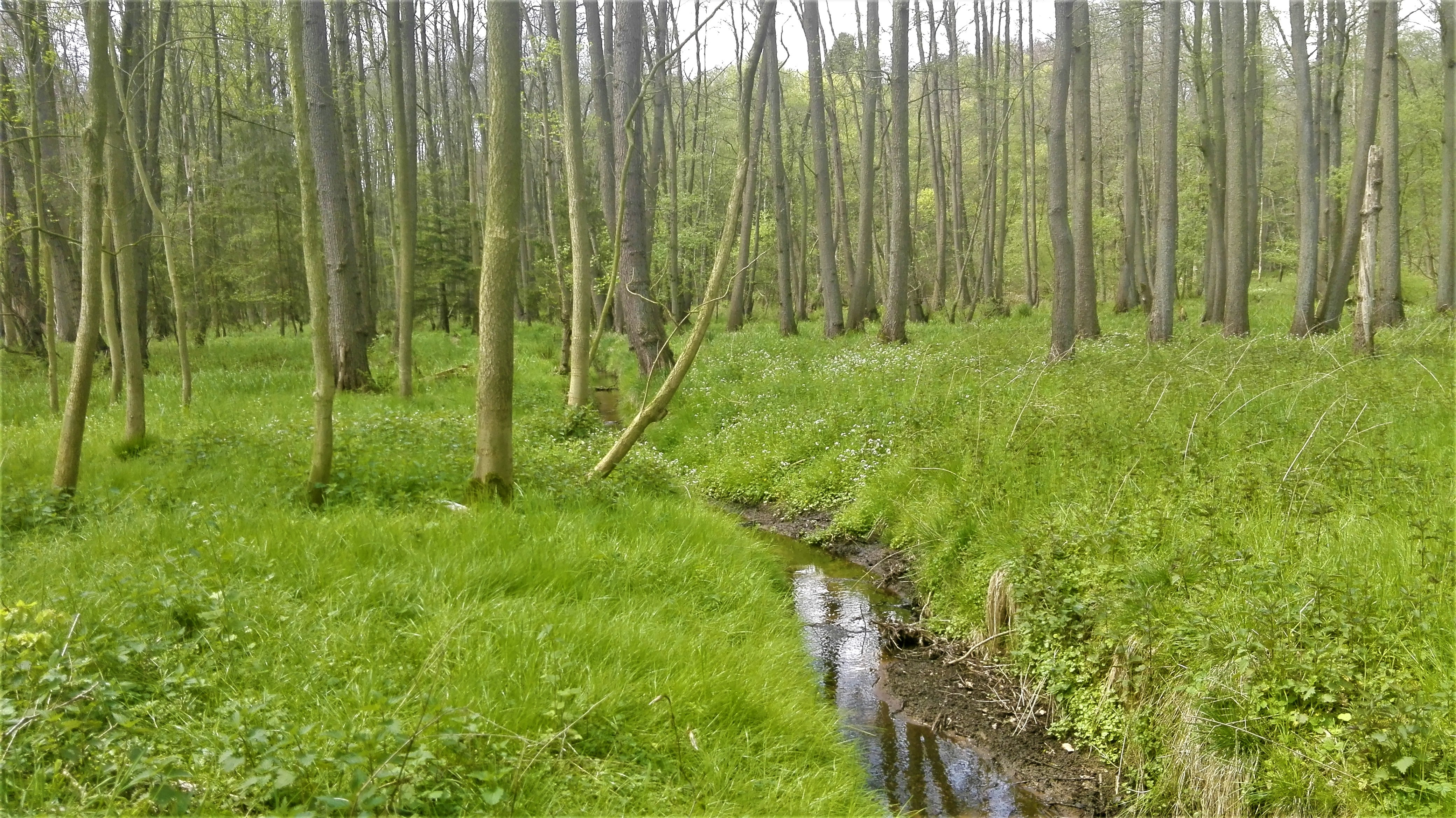
Wasserzug aus der großen Heide

Das Seitental der Schlattbeeke wird überwiegend von bewaldeten Flächen geprägt. Hier stocken Erlen-Eschenwälder, Buchenwälder und Eichen-Buchenwälder. Durch das Tal verläuft der periodisch wasserführende Wasserzug aus der großen Heide. Weitere Bereiche mit dem Klosterbach zufließenden Bächen befinden sich in erster Linie im Wedehorner Holz, das sich nördlich an das Seitental der Schlattbeeke anschließt.
Im südlichen Bereich des Naturschutzgebietes befindet sich das Geestmoor, der Rest eines teilweise entwässerten und abgetorften Hochmoores. Das Gebiet ist großflächig von Bruch- und Moorwäldern mit Moorbirke und Waldkiefer als dominierende Baumarten eingenommen. In vernässten Torfstichen finden sich Schwingrasenmoore. Im Geestmoor siedeln u. a. Glockenheide, Rundblättriger Sonnentau, Schmalblättriges Wollgras, Drachenwurz, Moorlilie, Moosbeere und Schnabelsegge. Das Gebiet ist Lebensraum verschiedener Libellen, darunter der Großen Moosjungfer, und Amphibien wie dem Moorfrosch.
Im Geestmoor liegt eine Wasserscheide. Das Geestmoor ist Quellbereich des Klosterbachs, der in nördliche Richtungen fließt und bei Stuhr zur Varreler Bäke, einem Nebenfluss der Ochtum, wird, sowie die Kleine Aue, die in südliche Richtungen fließt und bei Barenburg in die Große Aue mündet.
Die Wälder im Naturschutzgebiet verfügen über einen hohen Alt- und Totholzanteil. Das Naturschutzgebiet grenzt überwiegend an landwirtschaftliche Nutzflächen und bewaldete Bereiche. Teilflächen werden landwirtschaftlich genutzt.